# Ferdinand II., car Svetog Rimskog Carstva
Ferdinand II. (Graz, 9. srpnja 1578. – Beč, 15. veljače 1637.), 
rimsko-njemački car (1619. – 1637.), ugarsko-hrvatski i češki kralj (1618. – 1637.) iz dinastije Habsburg. Bio je kao Ferdinand III. i austrijski nadvojvoda.
Njegov otac Karlo II. Štajerski bio je trećerođeni sin Ferdinanda I. tako da je Ferdinand mogao doći na vlast tek po izumrijeću potomaka prvorođenog sina Ferdinanda I. Maksimilijana II. Smrću Matije 20. ožujka 1619. godine, koji ga je odredio za nasljednika, Ferdinand je okrunjen za cara. Njegova žestoka katolička politika dovodi do izbijanja Tridesetogodišnjeg rata koji je pri njegovom dolasku na vlast bio u začetku. 
Godine 1630. je, unatoč odluci Hrvatskog sabora izdao Vlaški zakon (Statuta valachorum) u kojem Vlasi naseljeni u Križevačkoj, Koprivničkoj i Ivanićkoj kapetaniji zadržavaju svoje povlastice, koje su imali u Osmanskom Carstvu.
Niti njegova smrt 15. veljače 1637. godine nije uspjela zaustaviti Tridesetogodišnji rat.
Naslijedio ga je sin Ferdinand III.

## Vanjske poveznice
- Ferdinand II. Hrvatska enciklopedija, pristupljeno 17. veljače 2016. (hrv.)

| Prethodnik:          | Rimsko-njemački car Hrvatsko-ugarski kralj (1618.-1637.) | Nasljednik:                    |
| Matija 1612. – 1619. | Rimsko-njemački car Hrvatsko-ugarski kralj (1618.-1637.) | Ferdinand III. (1637. – 1657.) |